# Dejan Govedarica
Dejan Govedarica (szerbül:Дејан Говедарица, Nagybecskerek, 1969. október 2. –) szerb labdarúgó.

## Pályafutása
Pályafutását szülővárosa csapatában a Proleter Zrenjaninban kezdte, ahol 3 évet töltött (1989–1992). Ezt követően az FK Vojvodina játékosa volt, 1992-től 1995-ig volt a klub szolgálatában. További csapatai voltak még: a holland FC Volendam (1995–1997), az olasz US Lecce (1997–1998) és a szintén holland RKC Waalwijk (1998–2002) és az NEC Nijmegen (2002–2004) is. Játékosként a pályafutását a korábbi csapatánál az FK Vojvodinanal fejezte be a 2004–2005-ös idényben.
A jugoszláv válogatottban 29 alkalommal szerepelt és 2 gólt szerzett. A nemzeti csapattal részt vett 1998-as világbajnokságon és a 2000-es Európa-bajnokságon.
Miután visszavonult a Miroslav Đukić vezette edzői stábban kapott szerepet a szerb U21-es válogatottnál.

## Sikerei, díjai
- jugoszláv bajnokság
  - 3. hely (3): (1993, 1994, 1995)